# Henry Cadogan (4e comte Cadogan)
Pour les articles homonymes, voir Cadogan.
Henry Charles Cadogan, 4e comte Cadogan (15 février 1812 - 8 juin 1873), titré vicomte de Chelsea entre 1820 et 1864, est un diplomate britannique et un homme politique conservateur. Il sert en tant que capitaine des Yeomen de la Garde entre 1866 et 1868.

## Éducation
Il est né à South Audley Street, à Mayfair, à Londres. Il est le deuxième, mais le plus âgé des fils survivants de George Cadogan (3e comte Cadogan), de son épouse Honoria Louisa Blake, fille de Joseph Blake. Il fait ses études au Collège d'Eton et à l'Oriel College, à Oxford.

## Carrière diplomatique et politique
Il rejoint d'abord le service diplomatique et est attaché à Saint-Pétersbourg de 1834 à 1835. En 1841, il est élu député de Reading, poste qu'il occupe jusqu'en 1847, puis représente Dover de 1852 à 1857. Il retourne ensuite au service diplomatique et exerce les fonctions de secrétaire de l'ambassade de Paris de 1858 à 1859. En 1864, il succède à son père comme comte et entre à la Chambre des lords. Lorsque les conservateurs arrivent au pouvoir sous Lord Derby en 1866, Cadogan est admis au Conseil privé et nommé capitaine de la garde Yeomen, un poste qu'il occupe jusqu'en 1868, la dernière année dans le gouvernement de Benjamin Disraeli.
Outre ses carrières diplomatiques et politiques, Lord Cadogan est colonel de la milice royale de Westminster Middlesex.

## Famille
Lord Cadogan épouse Mary Sarah Wellesley, fille de Valerian Wellesley, le 13 juillet 1836 dans la Cathédrale de Durham. Ils ont quatre fils et deux filles. La comtesse Cadogan est décédée en février 1873 à l'âge de 65 ans. Lord Cadogan ne lui survit que quatre mois et meurt à Woodrising, dans le Norfolk, en juin 1873, à l'âge de 61 ans. Son fils aîné, George, lui succède dans le comté.